# Línea 505 (Bahía Blanca)
La Línea 505 es una línea de colectivos de Bahía Blanca, es operado por la empresa Rastreador Fournier.

## Recorridos
- Troncal:Rosendo López-San Martín e Yrigoyen-Noroeste-Chiclana y Colón
- Invierno:Rosendo López-Centro-Noroeste-Centro